# The Jam
The Jam — британський панк-рок-гурт, який очолював рух відродження культури модів (Mod Revival) 1970-x. Утворений 1972 року у Вокінзі (Woking) у Сурреї, Англія, найпопулярніший наприкінці 1970-х — початку 1980-х.
До першого складу гурту ввійшли:
- Пол Веллер (Paul Weller), *25 травня 1958, Вокінг, Велика Британія — вокал, гітара, клавішні;
- Брюс Фокстон (Bruce Foxton), *1 вересня 1955, Вокінг, Велика Британія — бас;
- Рік Баклер (Rick Buckler), повне ім'я Пол Річард Баклер (Paul Richard Buckler), 6 грудня 1955, Вокінг, Велика Британія — ударні
- Стів Брукс (Steve Brooks) — гітара.

## Історія
Дебютував квартет перед публікою у середині 1974 року. 1976 року вже як тріо (без Брукса) The Jam провели серію концертів у лондонських панк-клубах, таких як «Marquee», «101», «Soho Market» та «Red Cow», де привернули до себе увагу публіки.
У лютому наступного року гурту вдалося укласти угоду на записи з фірмою «Polydor Records» і попри те, що настали часи розвитку панку, гурт намагався триматись від нього подалі. Лідер The Jam, Пол Веллер, зізнавався, що на виборах збирається голосувати за консерваторів, а самі музиканти залишались під впливом групи The Who, котра була пов'язана з субкультурою модів. 
Дебютний сингл гурту «In The City», у якому на перший план висувалася гітара «Rickenbacker» Веллера, був повним енергії. З наступним синглом «All Around The World» Jam вперше потрапили до британського «Тор-20». Упродовж наступного року гурту вдалося записати ще кілька (щоправда незначних) хітів, серед яких були «News Of The World» та «David Watts» з репертуару The Kinks.
Однак поворотною подією у кар'єрі гурту виявився виданий наприкінці 1978 року сингл «Down At The Tube Station At Mignight». Цей драматичний антирасистський твір представив гурт у ролі коментатора суспільних явищ. Записаний того ж року альбом «All Mod Cons» мав велике визнання як з боку критиків, так і слухачів, і підняв The Jam на небачені до цього висоти.
На квазіконцептуальному альбомі «Setting Song» Веллер запропонував своє бачення британського колоніалізму та занепаду міст, поєднавши це з сатиричним поглядом на сучасне життя передмістя. Стиль та спосіб презентування цього матеріалу відразу порівняли з пропозиціями Рея Дейвіса з гурту The Kinks, чиї класові переконання 1960-х років мали значний вплив на творчість The Jam. Наприкінці 1979 року заглавний твір з цього альбому вперше потрапив до британського Тор-10, а на початку наступного року бентежна пісня «Going Underground» стала хітом номер один.
Факт появи цього твору на самій вершині британського топу був найкращим підтвердженням сильної підтримки гурту з боку своїх фанів. Відтоді The Jam почали регулярно вигравати плебісцити, організовані різними музичними виданнями. 1982 року The Jam набагато випереджали своїх суперників, але їхня провінційна чарівність не могла вплинути на міжнародний успіх гурту. Щоправда гурт й надалі записував британські хіти номер один — композиції «Start» та «Town Called Malice», проте американський ринок залишався нескореним.
Наприкінці 1982 року смуга успіху обірвалася і в Британії, коли їхній твір «The Bitterest Pill (I Ever Had To Swallow)» піднявся «лише» до другого місця чарту. Тоді Веллер проголосив, що має намір розпустити гурт й створити новий — The Style Council. Таке рішення лідера здалося багатьом досить незрозумілим, бо The Jam перебували на вершині свого розвитку, а їх роботи залюбки приймав британський музичний ринок. Останній сингл формації з твором «Beat Surrender» злетів на перше місце британського чарту, ставши сильним фінальним акордом у незвичайній, дуже короткій кар'єрі гурту.
Видана 1991 року збірка «Greatest Hits» відразу піднялась на друге місце чарту Великої Британії. Чималим успіхом користувався також зібраний Веллером 1992 року подвійний альбом «Extras», до якого ввійшли раніше не видані твори та демо-записи. 1993 року учасники гурту зустрілися в судовому залі, де Баклер і Фокстон влаштували Веллеру процес, домагаючись, щоб він виплатив їм 200 тисяч фунтів зі спільного рахунку гурту, який, незважаючи на розпад The Jam, постійно поповнювався.
12 травня 1997 року до двадцятирічного ювілею першого запису гурту The Jam фірма «Polydor» перевидала сингл «In The City» та видала ретроспективний бокс-сет з п'яти CD під назвою «Direction Reaction Creation».

## Дискографія

### Студійні альбоми
- 1977: In The City
- 1977: This Is the Modern World
- 1978: All Mod Cons
- 1979: Setting Song
- 1980: Sound Affects
- 1982: The Gift

### Живі альбоми
- 1982: Dig the New Breed
- 1981: Live Jam
- 2002: The Jam at the BBC

### Збірки
- 1983: Snap!
- 1985: Compact Snap!
- 1991: Greatest Hits
- 1992: Extras
- 1992: Wasteland
- 1993: Beat Surrender
- 1996: The Jam Collection
- 1997: The Master Series
- 1997: The Very Best of The Jam
- 2002: The Sound of the Jam